# NGC 2550
NGC 2550 (другие обозначения — UGC 4359, MCG 12-8-37, ZWG 331.39, IRAS08188+7410, PGC 23604) — спиральная галактика в созвездии Жирафа. Открыта Льюисом Свифтом в 1885 году.
Галактика удалена на 100—120 миллионов световых лет, её диаметр составляет 30 тысяч световых лет. Является крупнейшей галактикой в своей группе галактик. Отношение массы к светимости у неё довольно низкое: 0,7 M⊙/L⊙ в полосе B.
В галактике вспыхнула сверхновая SN 2008P типа II, её пиковая видимая звездная величина составила 17,5.
Этот объект входит в число перечисленных в оригинальной редакции «Нового общего каталога».